# Peacemarsh
Peacemarsh – część miasta Gillingham, w Anglii, w hrabstwie Dorset, w dystrykcie (unitary authority) Dorset. Leży 40 km na północ od miasta Dorchester i 159 km na zachód od Londynu.